# Sugiharjo (Batang Kuis)
Sugiharjo is een bestuurslaag in het regentschap Deli Serdang van de provincie Noord-Sumatra, Indonesië. Sugiharjo telt 4860 inwoners (volkstelling 2010).